# Laurie Anderson

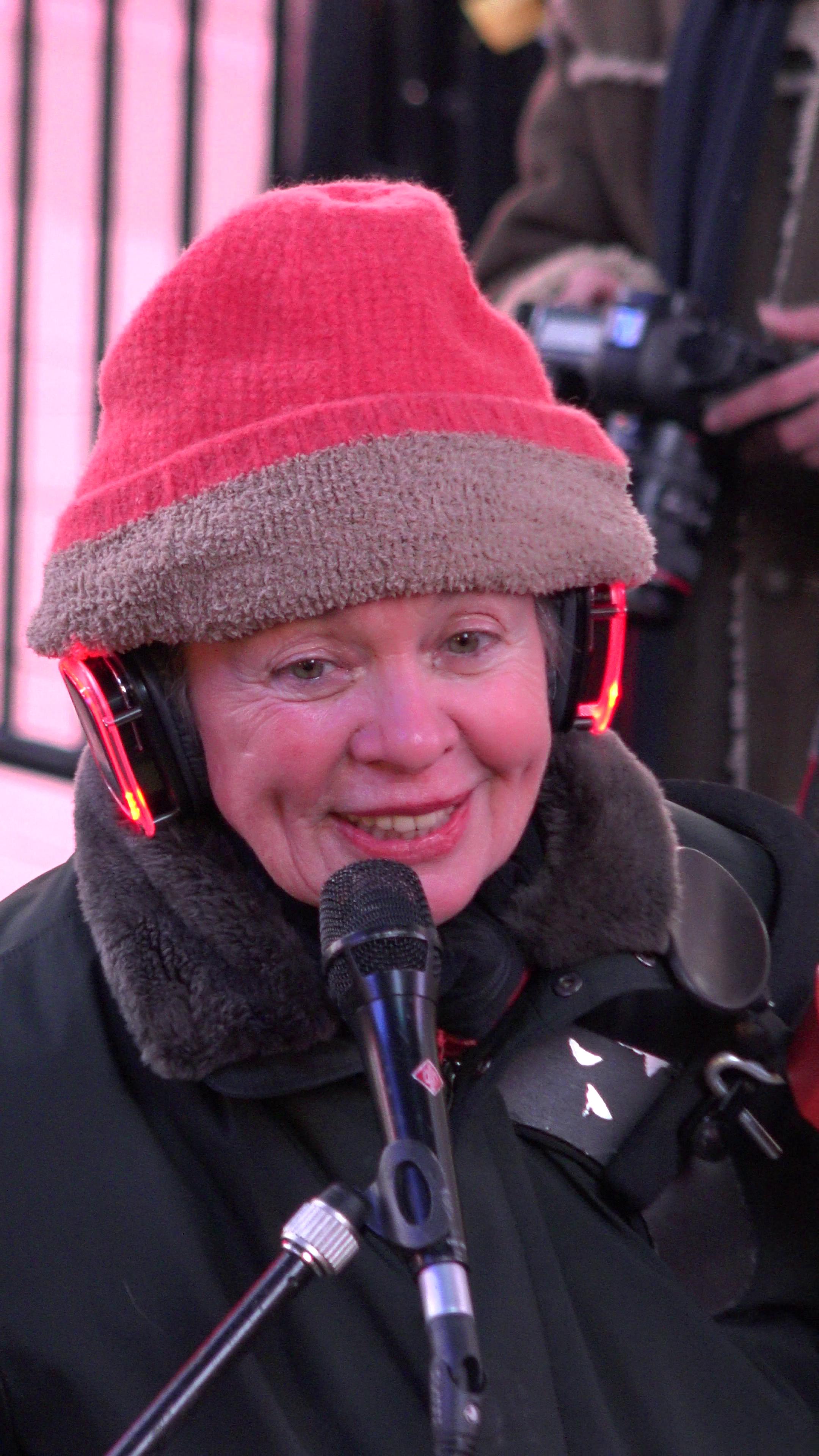
Laurie Anderson (2016)

Laurie Anderson, eigentlich Laura Philips Anderson (* 5. Juni 1947 in Glen Ellyn, Illinois), ist eine US-amerikanische Performance-Künstlerin, Musikerin und Filmregisseurin.

## Leben und Werk
Nach ihrem Highschool-Abschluss in ihrer Geburtsstadt schrieb Anderson sich zunächst am Mills College in Oakland (Kalifornien) ein und wechselte dann ans New Yorker Barnard College, wo sie erfolgreich ein Studium der Kunstgeschichte absolvierte. Anschließend setzte sie ihr Studium an der Columbia University fort und graduierte dort 1972 als Master of Fine Arts.

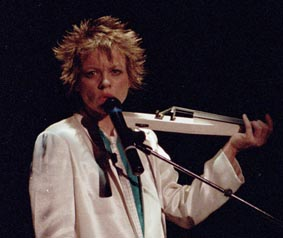
Laurie Anderson (1986)

Ihre ersten Performances hatte Anderson in den 1970er Jahren. 1977 entwickelte sie den Viofonografen, eine Violine mit einer aufmontierten 7″-Single, über die sie den Violinenbogen strich. Einer breiteren Öffentlichkeit wurde sie 1981 mit ihrer elfminütigen Single O Superman (For Massenet) bekannt, mit der sie Platz 2 der britischen Singlecharts erreichte. Der Song war eine Reaktion auf die Iran-Contra-Affäre.
In Deutschland präsentierte sie 1989 auf ihrer Tour Strange Angels zum gleichnamigen Album nahezu alle Lieder sowie die Performance in deutscher Sprache.
Für die Encyclopædia Britannica schrieb Anderson einen den dortigen Eintrag zu New York City ergänzenden Essay.

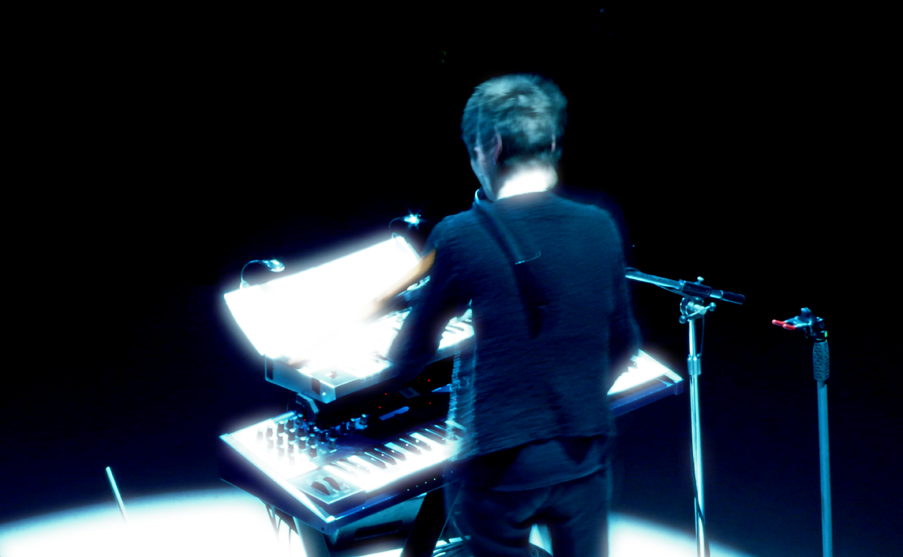
Laurie Anderson während ihrer Performance Homeland (2007)

Ab 1999 tourte sie mit dem Bühnenprojekt Songs and Stories for Moby Dick, welches eine Multimedia-Präsentation beinhaltete. Mike Figgis dokumentierte filmisch fünf Shows im Londoner Barbican Theatre, die im Mai 2000 aufgeführt wurden. Life on a String, das im August 2001 erschien, enthält einzelne Stücke von der Tour: One White Whale, The Island Where I Come From und Pieces and Parts. Eine Woche nach den Anschlägen vom 11. September 2001 gab sie ein Konzert, welches 2002 unter dem Titel Live at Town Hall New York City Sept 19-20, 2001 veröffentlicht wurde. Sie gehörte auch zu den 4000 amerikanischen Künstlern, die ein Jahr nach dem 11. September 2001 in der New York Times gegen die Kriegspläne der Bush-Regierung protestiert haben.
Im Lauf ihrer Karriere arbeitete sie unter anderem mit Andy Kaufman, William S. Burroughs, Peter Gabriel, Jean-Michel Jarre, John Cage, Philip Glass, Michel Waisvisz und Bobby McFerrin zusammen.
Am 12. April 2008 heiratete Anderson Lou Reed, mit dem sie auch eine künstlerische Beziehung verband. Beide hatten sich 1992 in München kennengelernt und waren seit 1995 miteinander liiert. Anderson lebt in New York. Dort bewohnt sie eine Stadtwohnung in der West 11th Street in Greenwich Village und hat einen Zweitwohnsitz mit Tonstudio zwischen Springs und Amagansett, nordöstlich von East Hampton, den sie und ihr Mann 2009 erworben hatten. Ein weiteres Aufnahmestudio beherbergt schon seit 1979 ihr Loft in der Canal Street 530, das seit 1975 ihr Wohnsitz war.
2015 drehte sie den Film Heart of a Dog, der im Frühjahr 2016 in den deutschen Kinos gezeigt wurde. Sie verarbeitete darin das Sterben ihrer Mutter, den Tod ihres Mannes (2013) sowie den ihres Hundes vor dem Hintergrund der gesellschaftlichen Entwicklungen nach dem 11. September 2001. Am 8. November 2015, vor einer Vorführung des Films in der Swedenborgian Church of San Francisco, „heiratete“ sie dort in der Art eines Happenings Sophie Calle.
2016 wurde Anderson in die Wettbewerbsjury der 73. Internationalen Filmfestspiele von Venedig berufen. 2020 wurde sie zum Mitglied der American Academy of Arts and Letters gewählt.
Nachdem Anderson für die Unterstützung israelkritischer Positionen im Jahr 2021 kritisiert worden war, gab sie im Januar 2024 bekannt, die Pina-Bausch-Gastprofessur an der Essener Folkwang-Universität nicht anzutreten.

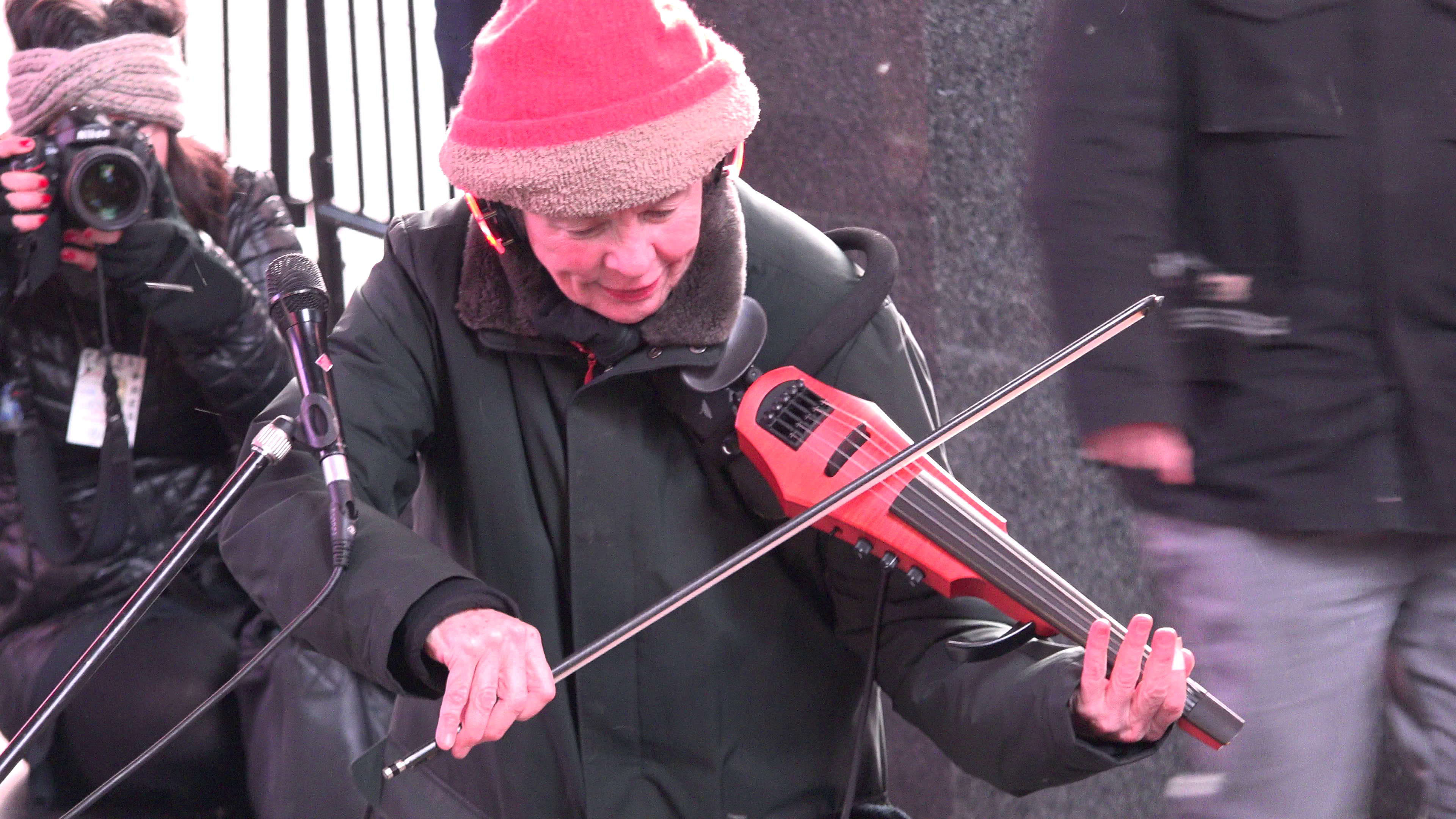
Laurie Anderson auf dem Times Square (2016)

## Ausstellungen
- 1977: Teilnehmerin der documenta 6 in Kassel
- 1983: Works from 1969–1983, ICA, Philadelphia
- 1987: Teilnehmerin der documenta 8 in Kassel
- 1995: Self Storage (Wembley, London, mit Brian Eno)
- 2002: The Record of the Time, Musée d’Art Contemporain de Lyon
- 2003: The Record of the Time, museum kunst palast, Düsseldorf
- 2003–2004: The Record of the Time, Padiglione d’Arte Contemporanea, Mailand
- 2005: The Record of the Time, Irish Museum of Modern Art, Dublin
- 2005: The Waters Reglitterized, Sean Kelly Gallery, New York
- 2011: Forty-Nine Days In the Bardo, Fabric Workshop and Museum, Philadelphia
- 2011: I in U/Eu em Tu, Centro Cultural Banco do Brasil, Rio de Janeiro
- 2021/2022: The Weather, Hirshhorn Museum and Sculpture Garden, Washington D.C.
- 2023: Looking into a Mirror Sideways, Moderna Museet, Stockholm

## Diskografie

### Studioalben
- 1982: Big Science
- 1984: Mister Heartbreak
- 1986: Home of the Brave
- 1989: Strange Angels
- 1994: Bright Red
- 2001: Life on a String
- 2010: Homeland
- 2015: Heart of a Dog
- 2018: Landfall (Laurie Anderson & Kronos Quartet)
- 2010: Songs from the Bardo (Laurie Anderson, Tenzin Choegyal & Jesse Paris Smith)
- 2024: Amelia

### Weitere Alben
- 1981: You Are the Guy I Want to Share My Money With (mit John Giorno und William S. Burroughs)
- 1983: United States Live
- 1995: The Ugly One with the Jewels (live, Lesung mit Musik)
- 2000: Talk Normal – The Laurie Anderson Anthology (Compilation)
- 2002: Live at Town Hall New York City Sept 19–20, 2001

### Chartplatzierungen
| Jahr | Titel              | Höchstplatzierung, Gesamtwochen, AuszeichnungChartplatzierungen (Jahr, Titel, Platzierungen, Wochen, Auszeichnungen, Anmerkungen) | Höchstplatzierung, Gesamtwochen, AuszeichnungChartplatzierungen (Jahr, Titel, Platzierungen, Wochen, Auszeichnungen, Anmerkungen) | Höchstplatzierung, Gesamtwochen, AuszeichnungChartplatzierungen (Jahr, Titel, Platzierungen, Wochen, Auszeichnungen, Anmerkungen) | Höchstplatzierung, Gesamtwochen, AuszeichnungChartplatzierungen (Jahr, Titel, Platzierungen, Wochen, Auszeichnungen, Anmerkungen) | Anmerkungen                           |
| Jahr | Titel              | DE | CH | UK | US | Anmerkungen                           |
| ---- | ------------------ | --- | --- | --- | --- | ------------------------------------- |
| 1982 | Big Science        | — | — | UK29 (6 Wo.)UK | US124 (12 Wo.)US |                                       |
| 1983 | United States Live | — | — | — | US192 (5 Wo.)US | 5-LP Boxset                           |
| 1984 | Mister Heartbreak  | — | CH19 (2 Wo.)CH | UK93 (2 Wo.)UK | US60 (19 Wo.)US |                                       |
| 1986 | Home of the Brave  | — | — | — | US145 (12 Wo.)US | Soundtrack                            |
| 1989 | Strange Angels     | — | — | — | US171 (12 Wo.)US |                                       |
| 1994 | Bright Red         | — | — | — | US195 (1 Wo.)US |                                       |
| 2001 | Life on a String   | DE84 (2 Wo.)DE | — | — | — |                                       |
| 2010 | Homeland           | DE62 (1 Wo.)DE | — | — | — |                                       |
| 2024 | Amelia             | — | CH41 (2 Wo.)CH | — | — | Erstveröffentlichung: 30. August 2024 |

grau schraffiert: keine Chartdaten aus diesem Jahr verfügbar

### Singles
| Jahr | Titel Album            | Höchstplatzierung, Gesamtwochen, AuszeichnungChartsChartplatzierungen (Jahr, Titel, Album, Platzierungen, Wochen, Auszeichnungen, Anmerkungen) | Anmerkungen |
| Jahr | Titel Album            | UK | Anmerkungen |
| ---- | ---------------------- | --- | ----------- |
| 1981 | O Superman Big Science | UK2 (6 Wo.)UK |             |

## Filmografie
- 1974: Dearreader: How to Turn a Book Into a Movie
- 1983: System ohne Schatten (Closed Circuit)
- 1986: Home of the Brave
- 1987: What You Mean We?
- 1990: Collected Videos
- 1992: Hotel Deutschland
- 1998: The Rugrats Movie
- 2002: Life on a String
- 2006: Hidden Inside Mountains
- 2015: Heart of a Dog

## Multimedia
- 1995: Puppet Motel (CD-ROM mit Hsin-Chien Huang)

## Performances
- 1999: Songs and Stories from Moby Dick (Einige Songs finden sich auf Life on a String wieder.)

## Preise und Nominierungen
- 1996: nominiert für den Hugo Boss Prize
- 1997: Aachener Innovationspreis Kunst des Ludwig Forum für Internationale Kunst[23]
- 2007: Dorothy and Lillian Gish Prize
- 2011: SEAMUS Lifetime Achievement Award
- 2013: B3 BEN Ehrenpreis für das Lebenswerk, anlässlich der ersten B3 Biennale des bewegten Bildes, Frankfurt und Rhein-Main[24]
- 2018: Grammy in der Kategorie "Beste Kammermusikdarbietung" für "Landfall" mit dem Kronos Quartet[25]
- 2022: Locarno Film Festival – Vision Award Ticinomoda[26]
- 2024: Benennung eines Asteroiden nach ihr: (270588) Laurieanderson.[27]